# Lothstraße
Die Lothstraße ist eine rund 1,4 Kilometer lange Straße in München. Sie verläuft durch das St.-Benno-Viertel und bildet die Grenze zwischen dem südöstlich der Straße liegenden Stadtbezirk Maxvorstadt und den nordwestlich liegenden Stadtbezirken Neuhausen und Schwabing-West.

## Beschreibung
Sie verläuft von der Nymphenburger Straße (Hausnummer 1 bzw. 2) bis zur Winzererstraße (Hausnummer 29 bzw. 54). Von der Linprunstraße zur Thorwaldsenstraße hin gabelt sich die Lothstraße und bildet so ein „grünes“ Dreieck, eine Gabel führt dann zur Nymphenburger Straße.

### Bauten
An der Lothstraße liegt das Zeughaus München, die Rückseite des Deutschen Herzzentrums München (heute Lazarettstraße 36), die Hochschule für angewandte Wissenschaften München und deren Bibliothek, sowie das Forschungsinstitut für Wärmeschutz. Seit 1975 befindet sich in der Lothstraße 62 die Bayerische Blindenhörbücherei e.V., in der Lothstraße 29 hat der Deutsche Landwirtschaftsverlag seinen Sitz.
In der Lothstraße steht das Kriegerdenkmal des 2. Bayerischen Infanterie-Regiments. An der Kreuzung mit der Dachauer Straße befindet sich eine Messstation des Umweltbundesamtes.

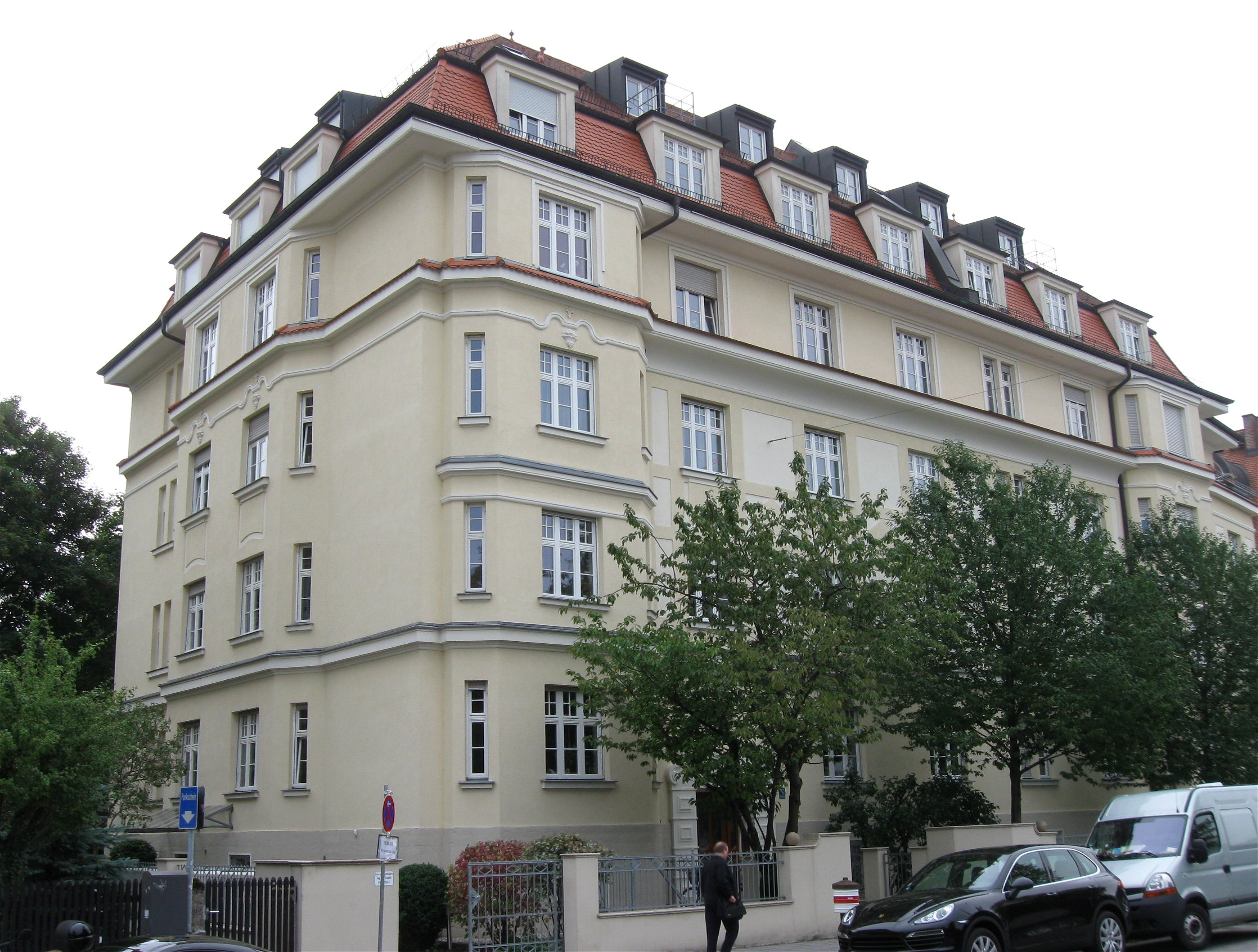
Lothstraße 28 (um 1910)
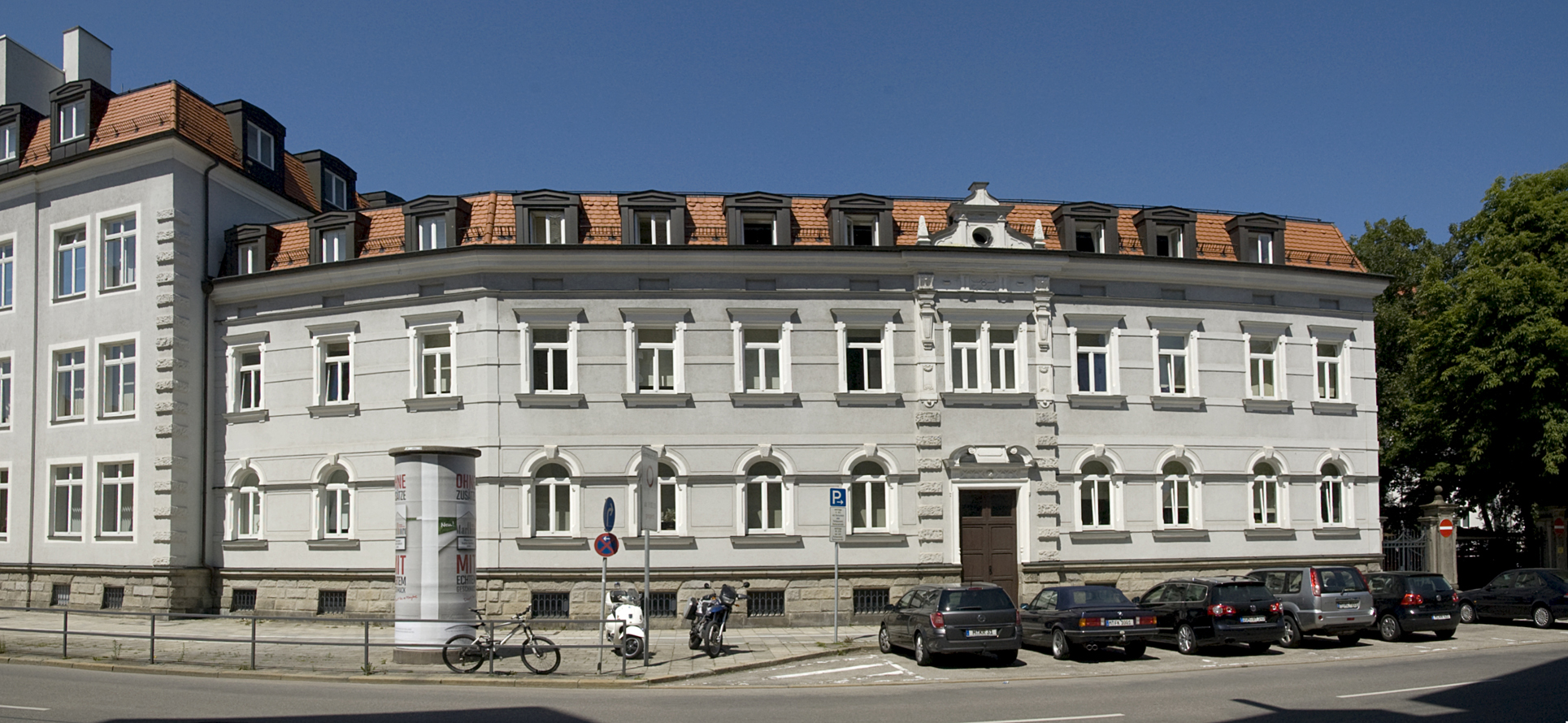
Lothstraße 29: Nordflügel des ehemaligen Offizierskasinos des 2. Infanterieregiments (1898)
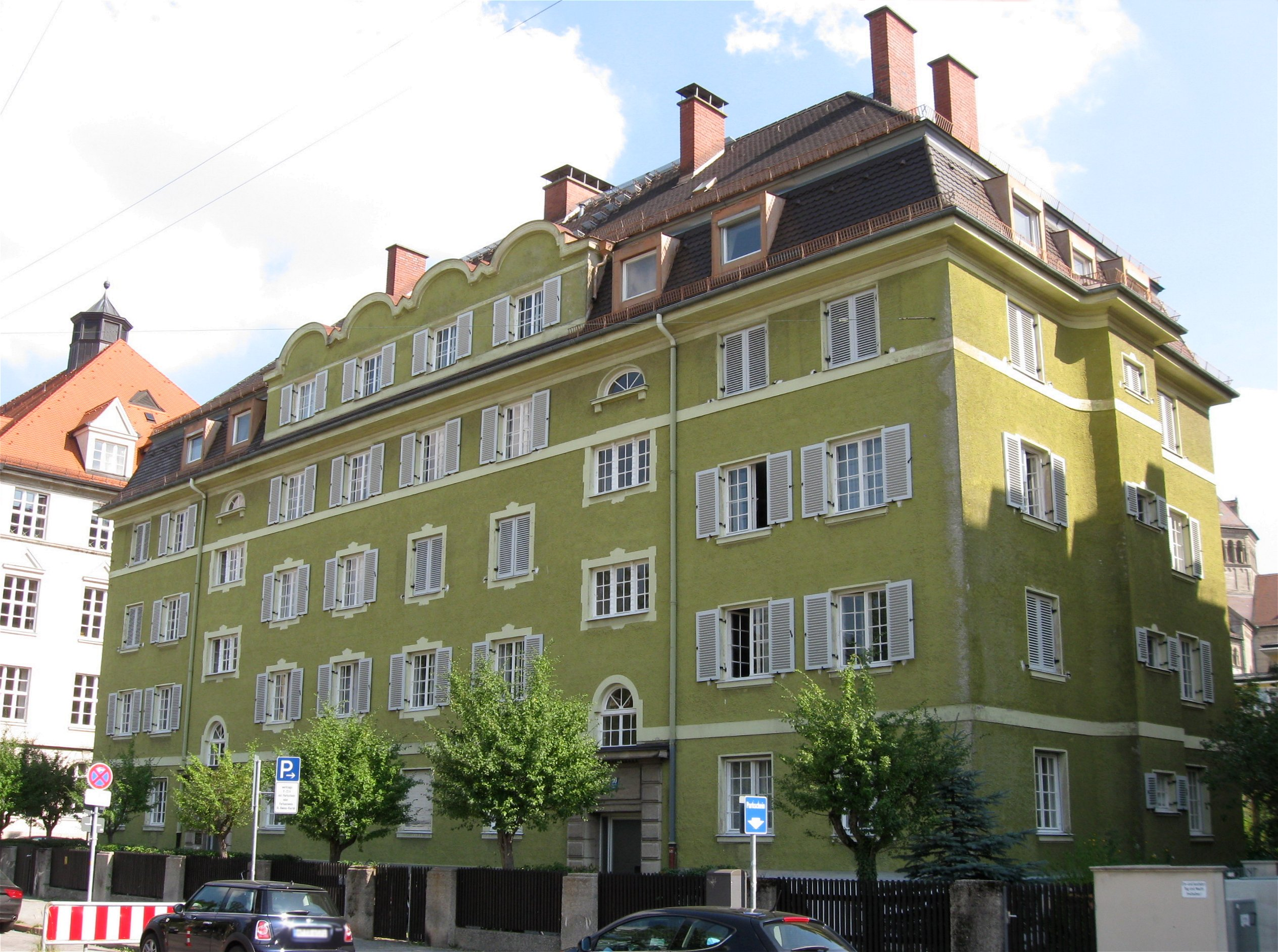
Lothstraße 30–32 (1920/21 von Franz Deininger)
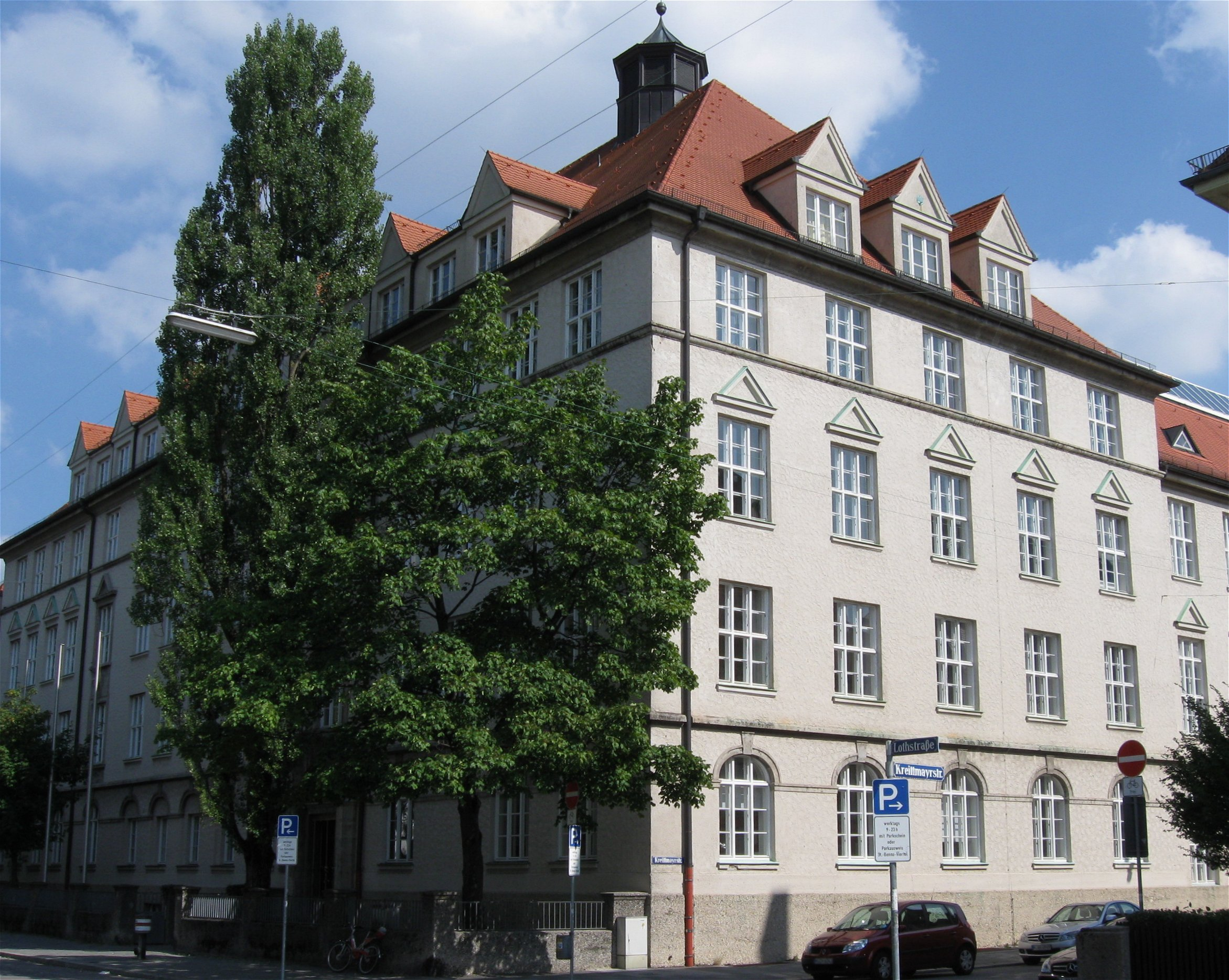
Lothstraße 34: Oskar-von-Miller-Polytechnikum (1925–26 von Karl Meitinger)
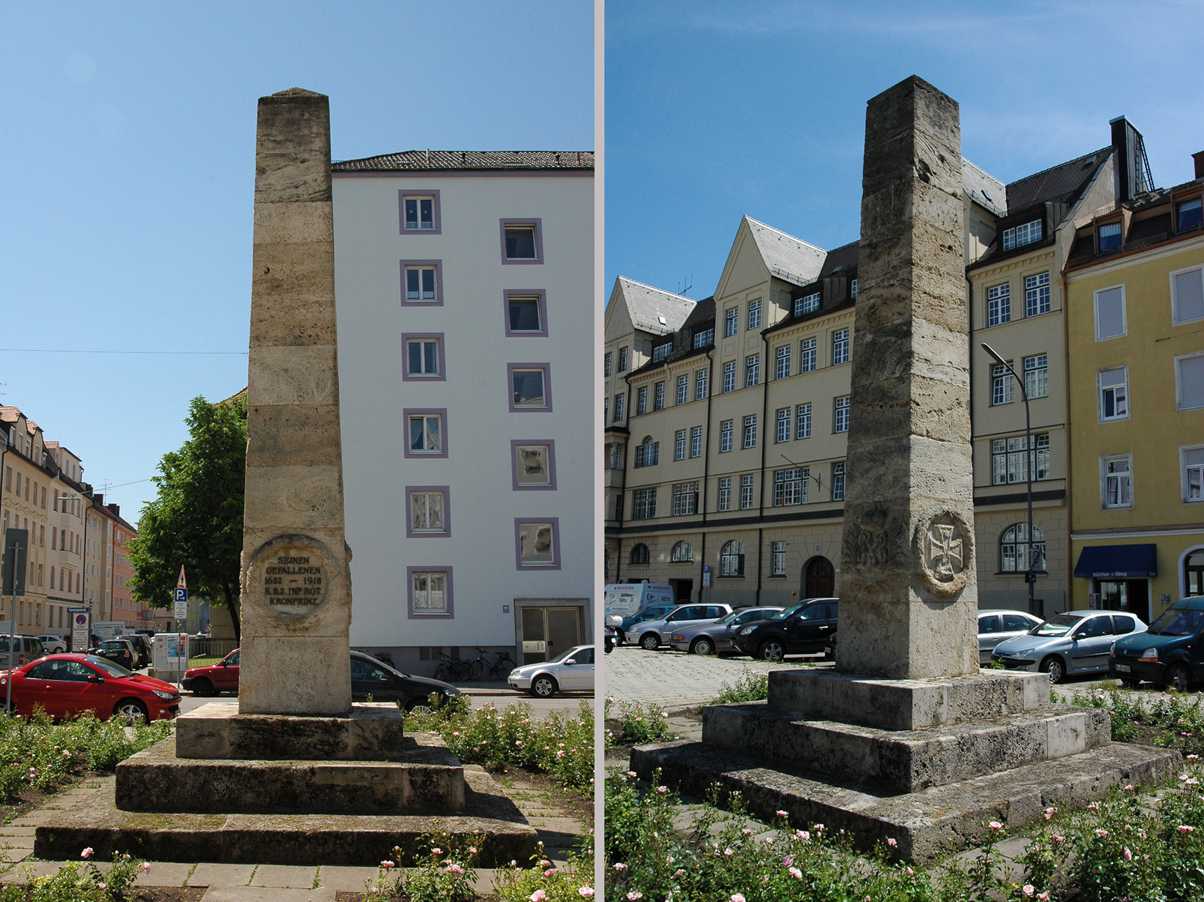
Kriegerdenkmal des 2. Bayerischen Infanterie-Regiments (Obelisk, 1923 von Herman Broxner)
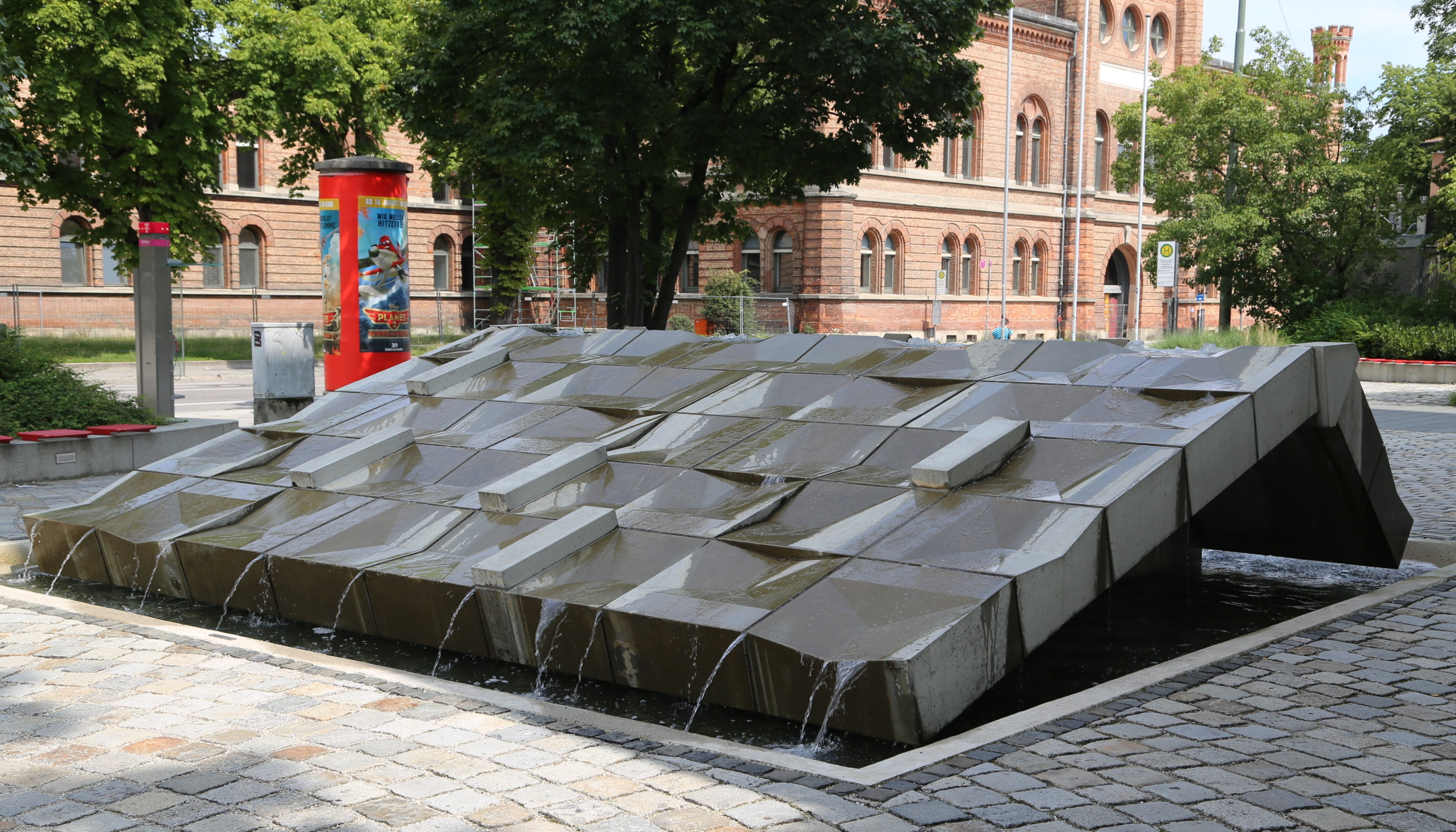
Stufenbrunnen an der Ecke Lothstraße 62/Dachauer Str. 98

### Campus Lothstraße
Der „Campus Lothstraße“ der Hochschule für angewandte Wissenschaften München ist ihr größter Standort und umfasst alle zentralen Verwaltungseinheiten, neun Fakultäten sowie das CAREER Center, das E-Learning Center, das Weiterbildungszentrum und die Offene Hochschule Oberbayern (OHO). Davon befinden sich direkt in Gebäuden an der Lothstraße:
- Lothstraße 13d: Zentralbibliothek und Mensa
- Lothstraße 17: das Zeughaus von 2015 bis 2017 für die Hochschule saniert[4]
- Lothstraße 21: der sogenannte „W-Bau“, unter anderem mit Werkstätten, Studios und studentischen Räumen
- Lothstraße 34: Versorgungstechnik, Verfahrenstechnik, Druck- und Medientechnik (FK 05) und Angewandte Naturwissenschaften und Mechatronik (FK 06)
- Lothstraße 64: Elektrotechnik und Informationstechnik (FK 04), Informatik und Mathematik (FK 07) und Wirtschaftsingenieurwesen (FK 09)

2004 wurde in der Lothstraße 64 der sogenannte „Rote Würfel“ fertiggestellt, der seitdem auch als ein im Corporate Design verankertes  Wahrzeichen der Hochschule für Angewandte Wissenschaften gilt.

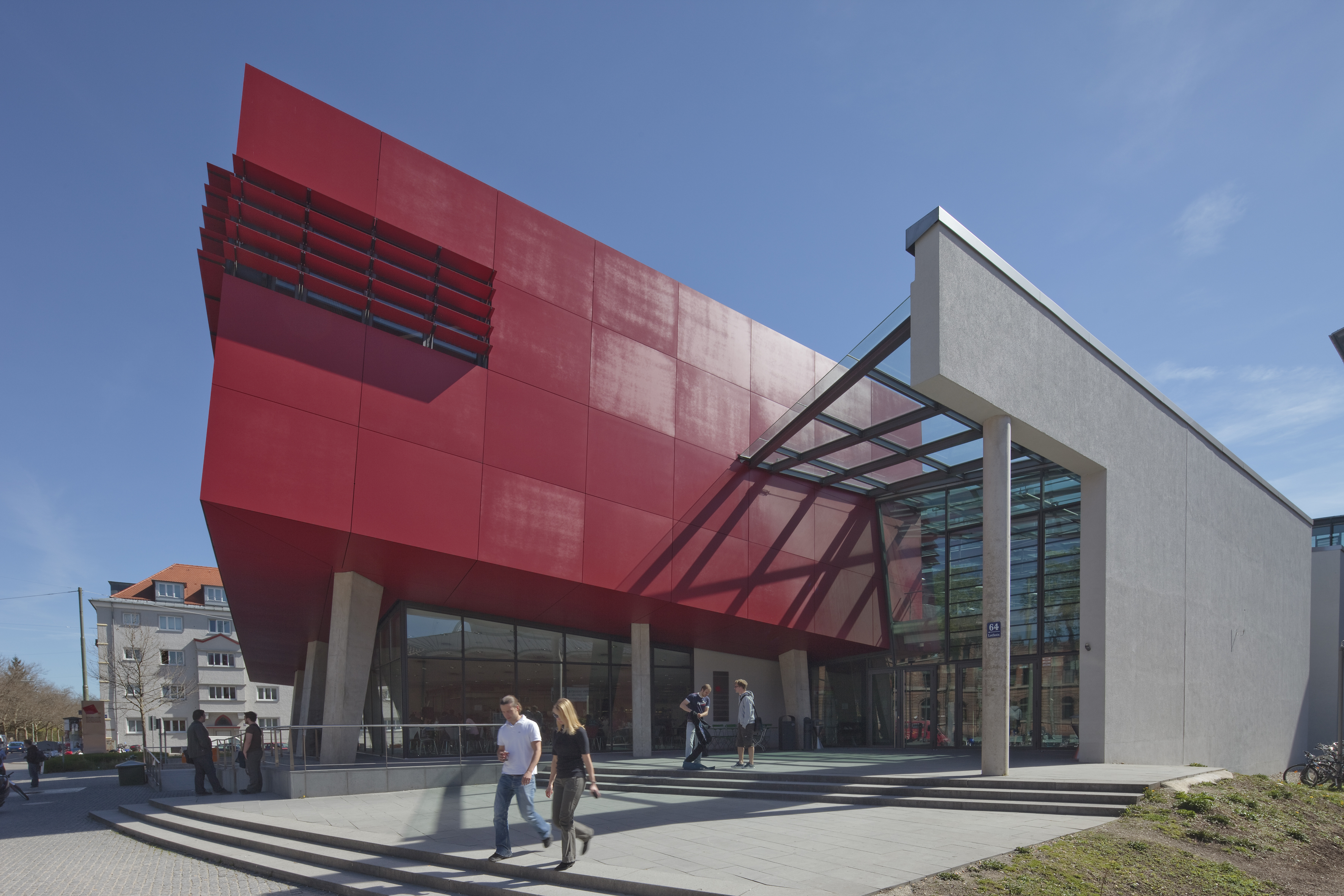
„Roter Würfel“ der Hochschule für Angewandte Wissenschaften
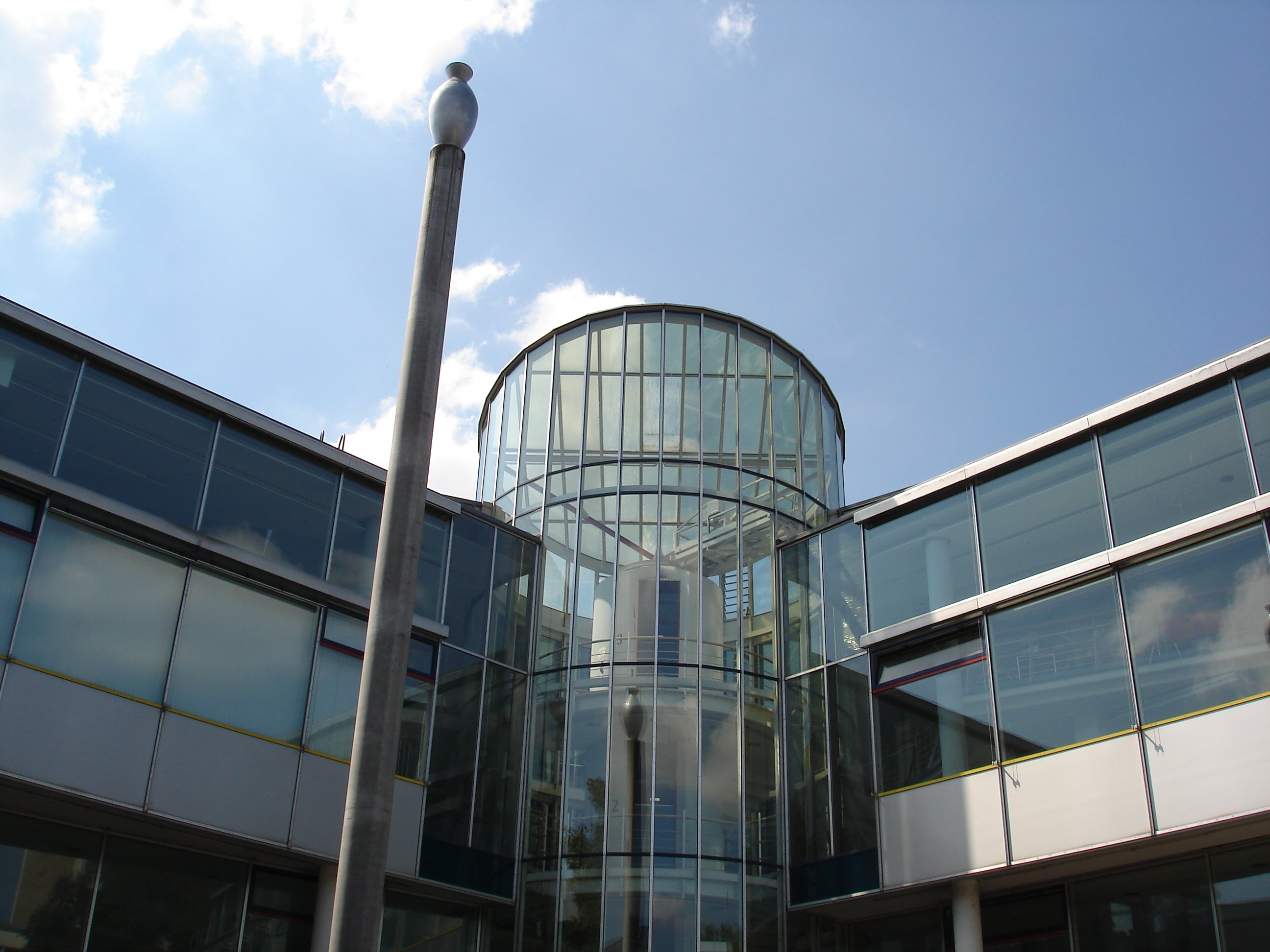
Bibliothek der Hochschule von der Lothstraße aus

## Geschichte
Die Straße wurde 1887 nach dem Bayerischen Hofmaler Johann Ulrich Loth (vor 1599 bis 1662) benannt. Sie bildete gegen Ende des 19. Jahrhunderts die südöstliche Begrenzung des Barackenkasernements Oberwiesenfeld.
Von 1879 bis 1904 war im Zeughaus in München das von König Ludwig II. auf Anregung Generals Friedrich von Bothmer und des Kriegsministers Joseph Maximilian von Maillinger das Bayerische Armeemuseum untergebracht, bevor es in den neu errichteten Monumentalbau am Hofgarten, die heutige Staatskanzlei umzog.
Adolf Hitler wohnte nach dem Ersten Weltkrieg bis zum 1. Mai 1920 im Barackenkasernement Oberwiesenfeld (heute Lothstraße 29). Vom „Führergeburtstag“ 1934 bis zur Entnazifizierung 1945 trug deshalb diese Kaserne in der Lothstraße den Namen Adolf-Hitler-Kaserne.

## Verkehrsanbindung
Die Straßenbahnlinien 20, 21 und 29 sowie die Stadtbuslinie 153 haben eine Haltestelle mit dem Namen Lothstraße an der Hochschule München.